# 尖叶新木姜子
尖叶新木姜子（学名：Neolitsea acuminatissima），为樟科新木姜子属下的一个植物种。